# Thomas Stritter
Thomas Stritter (* 27. April 1956 in Ingelheim am Rhein) ist ein deutscher Jurist und ehemaliger Politiker (SPD).

## Leben
Stritter besuchte von 1964 bis 1967 die Grundschule Ingelheim und von 1967 bis 1976 das Sebastian-Münster-Gymnasium Ingelheim, wo er das Abitur ablegte. Zwischen 1977 und 1979 leistete er beim Arbeiter-Samariter-Bund in Gustavsburg seinen Zivildienst als Rettungssanitäter.

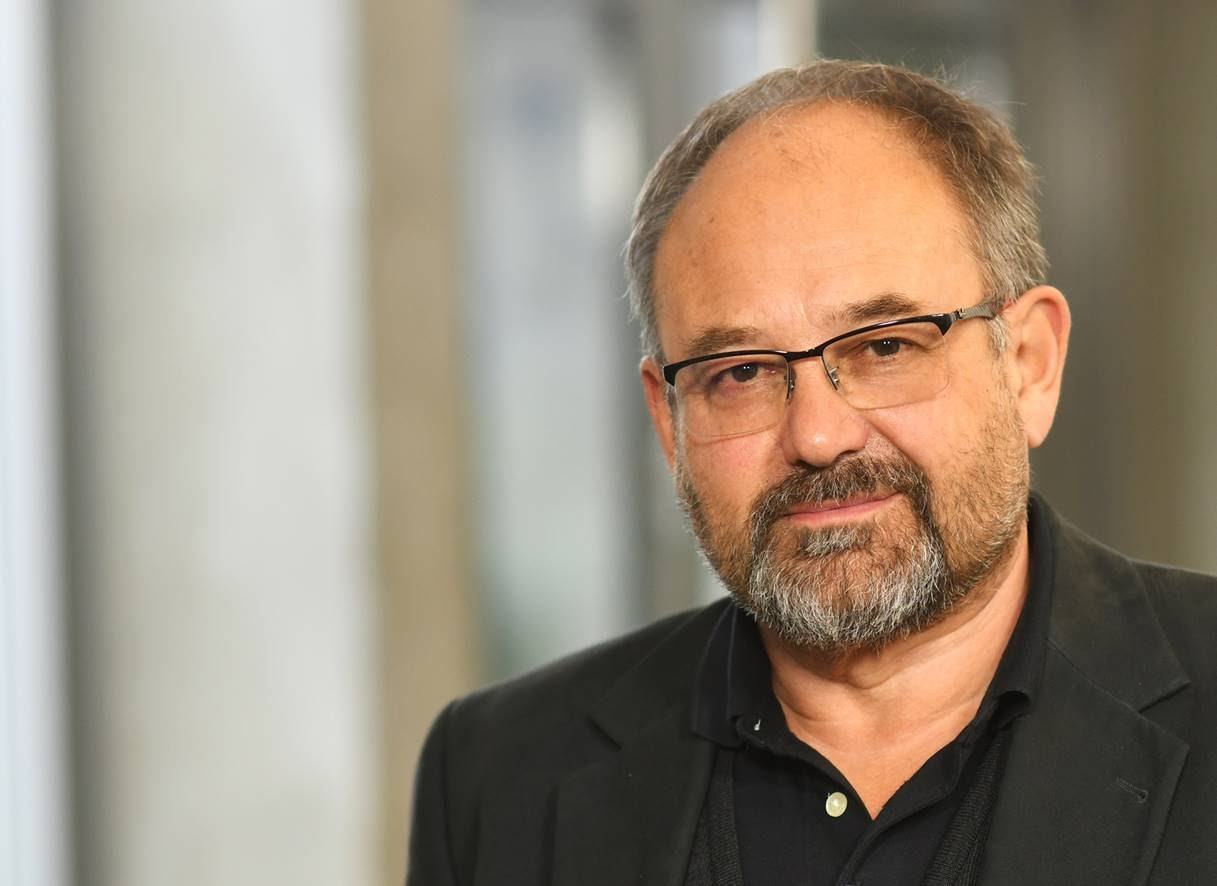
Thomas Stritter

 1979 begann er ein Studium der Rechtswissenschaften an der Universität Mainz, das er 1985 mit dem Ersten und 1988 mit dem Zweiten Juristischen Staatsexamen abschloss. 1985–1988 war er Rechtsreferendar und 1988 erfolgte seine Zulassung als Rechtsanwalt und Kanzleieröffnung in Ingelheim. Zwischen 1988 und 1991 arbeitete er als Referent beim Bildungswerk der Rheinland-Pfälzischen Wirtschaft e. V. Seit 1999 ist er Schlichter und Schiedsrichter für Baustreitigkeiten. 2002 wurde er als Rechtsanwalt am Oberlandesgericht Koblenz zugelassen und seit 2006 ist er Fachanwalt für Bau- und Architektenrecht. Seit 2006 ist er auch ständiger Mitarbeiter der Zeitschrift „IBR Immobilien-Baurecht“.

## Politik
1976 trat er der SPD bei. Von 1976 bis 1983 war er Vorsitzender der Jusos Ingelheim. 1987–1991 war er Vorsitzender des SPD-Ortsvereins Ingelheim, ab 1990 Vorstandsmitglied des SPD-Unterbezirks Mainz-Bingen und Mitglied im Vorstand des SPD-Bezirks Rheinhessen. 
Von 1979 bis 1999 und von 2009 bis 2013 war er Mitglied des Stadtrats Ingelheim und 1984–1992 stellvertretender Vorsitzender und 1992–1998 Vorsitzender der SPD-Stadtratsfraktion Ingelheim.
1991 wurde er für den Wahlkreis Ingelheim am Rhein in den zwölften Landtag Rheinland-Pfalz gewählt, dem er eine Wahlperiode lang bis 1996 angehörte. Im Landtag war er stellvertretender Vorsitzender im Untersuchungsausschuss „Infiziertes Blut“, Mitglied im Ausschuss für Europafragen, im Ausschuss für Frauenfragen, Petitionsausschuss, Rechtsausschuss, Wahlprüfungsausschuss und der Enquete-Kommission „Gestaltung der kommunalen Abgaben“.
Daneben war er von 1989 bis 1998 Mitglied im Aufsichtsrat der Rheinhessischen Energie- und Wasserversorgungs-GmbH Ingelheim am Rhein, 1990–1998 und 2012 - 2013 im Aufsichtsrat der Wohnungsbaugesellschaft Ingelheim am Rhein GmbH, im Vorstand der Europa-Union Ingelheim, im Aufsichtsrat der SEGI GmbH und Mitglied der Arbeiterwohlfahrt.